# Анас Аремеяау Анас
Анас Аремеяау Анас (відомий як Анас) (нар. кінець 1970-х років, Гана) — ганський журналіст, лауреат численних журналістських нагород, який спеціалізується на друкованих засобах масової інформації та створенні документальних фільмів, досліджує теми прав людини та боротьби з корупцією в Гані та Африці південніше Сахари. Він використовує свою анонімність як інструмент для розслідування. Станом на листопад 2015 року, коли він дав інтерв'ю Бі-Бі-Сі, невелика кількість людей бачили його справжнє обличчя.
Девізом Анаса стали слова «ім'я, сором і в'язниця».
Його діяльність привернула увагу політиків з різних країн, у тому числі — президента США. Барак Обама у своєму виступі під час візиту 2009 року до Гани сказав: «Незалежна преса. Розвинутий приватний сектор. Громадянське суспільство. Це ті речі, які живлять демократію. [. . .] Ми бачимо цей демократичний дух у сміливих журналістів, таких як Анас Аремеяау Анас, який ризикнув своїм життям, щоб повідомити правду»
У грудні 2015 року журнал «Foreign Policy» назвав Анаса одним з провідних світових мислителів 2015 року і його запросили розповісти про свою роботу на міжнародних конференціях. У 2016 році Анас отримав нагороду у номінації «Найкращий журналіст», яку започаткував Фонд преси Гани.

## Біографія
Анас родом з Північної Гани. Він народився та виріс разом двома сестрами. у Бірманському таборі, який є штаб-квартирою збройних сил Гани в Аккрі разом Після закінчення Християнської методистської старшої школи в Аккрі він навчався в Університеті Гани за спеціальністю журналістика. Після здобуття освіти він відмовився від можливості працювати репортером для газети «Ганіан Таймс», і став репортером газети «Хрестовий потяг».

## Творчий доробок
Анас є автором низки журналістських розслідувань, пов'язаних з викриттям корупційних схем, проблемами прав людини, а саме:
- «Гана в очах Бога»;
- «Призначення Президента»
- «Номер 12» та інших.

### Гана в очах Бога
У 2015 році Анас провів розслідування направлене на судову систему Республіки Гана Воно спричинило значні кадрові чистки. Були звільнені з посад низка працівників, у тому числі 13 суддів вищих судів, 20 суддів нижчих судів і 19 судових реєстраторів та перекладачів. Понад 100 співробітників судової служби перебували під слідством, після того, як потрапили в об'єктив фотокамери під час отримання презентів від таємних слідчих, які працювали під прикриттям.

### Номер 12
6 травня 2018 року Анас випустив сюжет Номер 12. Він був названий так тому, що корупція прирівнювалася до «12-го гравця футбольної команди». Це розслідування торкнулося майже всієї футбольної адміністрації Гани і призвела до того, що президент Гани ліквідував футбольну асоціацію Гани. Президент футбольної асоціації Гани Квісі Нянтаки, який також був виконавчим членом ФІФА, був знятий Анасом за отриманням хабаря і змушений піти у відставку. Всі футбольні матчі в країні були припинені після засідання Виконавчого комітету Ганської футбольної асоціації (GFA) 8 червня 2018 року і розпуску Суддівського комітету. Виконавчий комітет Ганської футбольної асоціації вирішив, що всі чиновники, що були згадані у сюжеті, повинні бути звільнені.
Та корупційні схеми не обмежилися лише представниками Футбольної асоціації Гани. У корупційних схемах брали участь міжнародні арбітри, такі як кенійський суддя ФІФА Марва. Він був знятий під час отримання 600 доларів США перед грою від команди Анаса, що виступила як топменеджер ганського футболу. Це призвело до виключення цього судді з участі у матчах Кубка світу. За тиждень до початку Чемпіонату світу з футболу 2018 року Бі-Бі-Сі випустив документальний фільм. Згодом низка осіб, такі як тренер «Супер орлів» Салісу Юсуф, виявилися залученими до скандалу.

## Методи роботи та коментарі
Для Анаса таємна журналістика виражена у сентенції «Ім'я, сором і в'язниця», яка і стала його девізом. Асоціація журналістів Гани вважає методи, що використовує Анас відповідними до їхнього кодексу правил етики, стверджуючи, що «журналіст [може] отримувати інформацію, відео, дані, фотографії та ілюстрації лише чесними, прямими, справедливими та відкритими засобами, якщо інше не буде порушується міркування громадського інтересу». Анас вважає, що необхідно вжити рішучих заходів для подолання рівня корупції в Гані. Національна комісія з питань медіа Гани вважає, що «немає нічого поганого в методах, що використовує у розслідуваннях Анас». Окрім того, варто наголосити, що законодавством Гани таємна журналістика дозволена.
Помітні особистості, які прокоментували його роботу:
- Абдул-Малік Кваку Баако — головний редактор путівника «Новий хрестовий похід», який підтримує «методи, що використовує. . . Анас». Він заявив, що «Анас творить таємну журналістику, якщо вони не знають, то це загальноприйнята практика. Вона є викликом, як етичними, так і моральними».[25]

- Джон Атта Міллс — У 2015 році з'ясувалося, що принаймні одне з розслідувань Анаса було замовлене урядом Гани. Зокрема, «Призначення Президента», як і розслідування, яке виявило випадки корупції в компанії з електроенергетики Гани, було замовлене професором Евансом Міллсом.[29] Раніше, у 2011 році президент Міллс заявив, що: "Я хочу, щоб одкровення від Анаса прийшло до мене з органів безпеки, які працюють тут. […] Я не збираюся бути учасником чогось, що знищить те, що ми будуємо в цій країні ".[30]

- Кофі Аннан — колишній генеральний секретар Організації Об'єднаних Націй, виступаючи у відеоролику, в якому розповідалось про скандал з грошовим подарунком з футбольної асоціації Гани, сказав: "Іноді вистачає іскри, лише іскри, і я думаю, що Анас дав таку іскру, щоб люди прокинулися і сказали: «Ніколи знов».[31]

- Кеннеді Агяпонг — як повідомляє Комітет захисту журналістів і репортерів без кордонів[32] він заявив, що методи Анаса були «несправедливими». На що Анас відповів: «Я ніколи в житті не брав хабаря. . . . Ніде! Той, хто має доказ, повинен надати його. Це призведе до краху. Я знаю себе і вірю в себе. Я знаю, що ніколи не брав хабар ні від кого. . . Деякі люди просто некомпетентні»[33]

- Махмуд Бавуміа — на захист методів Анаса, віцепрезидент Гани доктор Бавуміа сказав про те, що "Анас робить дуже важливу річ … люди повинні знати, що вони не залишаться без покарання [за свої протиправні дії]… Справді, я буду заохочувати його робити те, що він робить "[34]

## Інша діяльність
З жовтня по грудень 2016 року Анас сконцентрувався на мультимедійній кампанії «Anas4Peace», що була покликана зберегти мир під час виборчої кампанії. Фільми, джингли та інтерактивні повідомлення об'єднали 22 знаменитості з Гани, які виступали за мир. Рух #IAmAnas також привернув увагу засобів масової інформації. У жовтні 2018 року Анас запустив онлайнову платформу для завантаження відео про корупцію.

## Нагороди
| Нагорода                                                          | Організація                                                                       | Країна          |
| 2018                                                              | 2018                                                                              | 2018            |
| ----------------------------------------------------------------- | --------------------------------------------------------------------------------- | --------------- |
| Відмінник друкованої журналістики 2016                            | Rajasthan Patrika Group                                                           | Індія           |
| 2017                                                              |                                                                                   |                 |
| The Ghana Shippers Awards 2017                                    | Ghana Shippers Awards                                                             | Гана            |
| Винятковий журналіст                                              | GUBA Awards                                                                       | Велика Британія |
| Премія «За відвагу»                                               | Allianz Awards 2017                                                               | Гана            |
| 2016                                                              |                                                                                   |                 |
| Найбільш впливовий премія журналіст-слідчий                       | Фонд преси                                                                        | Гана            |
| Журналіст року 2016                                               | Журналістська асоціація Гани                                                      | Гана            |
| Почесна нагорода за досягнення у журналістиці                     | 4-та щорічна Нагородження африканської молоді                                     | США             |
| Ключ до міста Вустер, штат Массачусетс.                           | Місто Вустер                                                                      | США             |
| Найвпливовіший молодий ганець 2016                                | Avance Media                                                                      | Гана            |
| Африка разом 2016                                                 | Африканське товариство Кембриджського університету                                | Велика Британія |
| Громадянин Гани                                                   | EMI Африка                                                                        | Гана            |
| Африканський герой 2015—2016                                      | Університет Огайо                                                                 | США             |
| 2015                                                              |                                                                                   |                 |
| 100 найвпливовіших молодих африканців                             | New African                                                                       |                 |
| Найбільш впливовий у Гані (2015)                                  | etv                                                                               | Гана            |
| Премія за демократичне управління 2015                            | Millennium Excellence Award                                                       | Гана            |
| Найвпливовіша людина 2015                                         | Найвпливовіша людина року Viasat                                                  | Гана            |
| Золота премія (премія Комели Дюмор за журналістику та адвокатуру) | ExLA Awards                                                                       | Гана            |
| Африканський значок миру 2015                                     | Accord                                                                            | Південна Африка |
|                                                                   |                                                                                   |                 |
| 2014                                                              |                                                                                   |                 |
| Слідчий журналіст року                                            | Премія CIMG                                                                       | Гана            |
| CMIG Спеціальна премія Президента                                 | Премія CIMG                                                                       | Гана            |
| Найбільш впливові люди Гани 2014                                  | etv Гана                                                                          | Гана            |
| Премія журналістики 2014                                          | Фонд Чідіака                                                                      | Лебанон         |
| 2013                                                              |                                                                                   |                 |
| Найбільш впливові люди Гани 2013                                  | ETV Гана                                                                          | Гана            |
| African Achievers Awards 2013                                     | African Achievers Awards                                                          | Кенія           |
| 2012                                                              |                                                                                   |                 |
| Щорічна премія Персі Кобози                                       | Національна асоціація чорних журналістів                                          | США             |
| Премія «За права дітей»                                           | Всесвітня медіа-премія                                                            | Велика Британія |
| Досконалість медіа                                                | National Youth Achievers Awards 2012                                              | Гана            |
| Best Environmental Feature                                        | Diageo                                                                            | Велика Британія |
| 2011                                                              |                                                                                   |                 |
| Бастіон передового досвіду у слідчій журналістиці                 | Асоціація журналістів Гани                                                        | Гана            |
| Найбільш впливові люди Гани 2011                                  | ETV Гана                                                                          | Гана            |
| Нагорода Лоренцо Наталі                                           | Премія Європейського Союзу з журналістики за розвиток, демократію та права людини | Гана            |
| Міжнародна нагорода KCK за відмінну журналістику                  | Група Патріка                                                                     |                 |
| Нагорода професійної служби                                       | Ротарі Клуб Аккри                                                                 | Гана            |
| 2010                                                              |                                                                                   |                 |
| 2010 Премія за досягнення у сфері ЗМІ                             | Глобальна Рада Здоров'я                                                           | Гана            |
| Африканська премія журналістських розслідувань                    | Нагороди FAIR / IJC                                                               | Південна Африка |
| Премія журналістів Півночі                                        | Flip Africa                                                                       | Гана            |
| Премія «Антикорупційна звітність»                                 | Асоціація журналістів Гани                                                        | Гана            |
| 2009                                                              |                                                                                   |                 |
| Премія Лоренцо Наталі                                             | Премія Європейського Союзу з журналістики за розвиток, демократію та права людини | Гана            |
| Nominee                                                           | Премія Мартіна Лютера Кінга                                                       | Велика Британія |
| Письмова журналістика                                             | Премія Норберта Зонго за розслідувальну звітність                                 | Гана            |
| Дослідницька журналістика                                         | Досконалість Segbo                                                                | Гана            |
| 2008                                                              |                                                                                   |                 |
| Герой діє, щоб завершити еру сучасного рабства 2008               | Державний департамент США у Вашингтоні                                            | Велика Британія |
| Кращий слідчий репортер                                           | Асоціація журналістів Гани                                                        | Гана            |
| Міжнародна журналістика: Місцевий репортер                        | Меморіальний фонд Курта Шорка                                                     | Велика Британія |
| Премія «Кожна людина має права»                                   | Премія «Кожна людина має права» та «Інтерньюс», The Elders.                       | Франція         |
| 2007                                                              |                                                                                   |                 |
| Міжнародна премія за досконалість в журналістиці                  | Міжнародний католицький союз преси                                                | Швейцарія       |
| Глобальні нагороди                                                | Глобальна конференція журналістів-слідчих                                         | Канада          |
| 2006                                                              |                                                                                   |                 |
| Кращий слідчий репортер                                           | Журналістська асоціація Гани                                                      | Гана            |
| Журналіст року                                                    | Журналістська асоціація Гани                                                      | Гана            |
| 2005                                                              |                                                                                   |                 |
| Кращі звіти з розслідування                                       | Журналістська асоціація Гани                                                      | Гана            |
| The Perfector of Sentiments Award                                 | Міністерство людських ресурсів, POS-фонд                                          | Гана            |
| 2004                                                              |                                                                                   |                 |
| Досконалість у журналістиці                                       | Католицька спілка преси                                                           | Гана            |

## Дивитись також
- Анас Аремеяау Анас на TED(англ.)
- Анас Аремеяау Анас: Как я называл, изобличал и сажал. [Архівовано 11 липня 2019 у Wayback Machine.]
- 'Chameleon' film on Ghanaian journalist Anas Aremeyaw Anas - Investigative journalism at new heights - AfricanDevJobs. AfricanDevJobs. Архів оригіналу за 17 січня 2015. Процитовано 28 травня 2015.
- #IAmAnas